# Berizal
Berizal är en kommun i Brasilien.   Den ligger i delstaten Minas Gerais, i den östra delen av landet, 700 km öster om huvudstaden Brasília. Antalet invånare är 4 371.
Omgivningarna runt Berizal är huvudsakligen savann. Runt Berizal är det glesbefolkat, med 10 invånare per kvadratkilometer.